# Bis
|  | Aquest article tracta sobre el peix. Vegeu-ne altres significats a «Bis (arts)». |

El bis, el bísol, la cavalla, el gallimó, el viso o el vísol (Scomber japonicus) és una espècie de peix de la família dels escòmbrids i de l'ordre dels perciformes.

## Morfologia
- Els mascles poden assolir els 64 cm de longitud total i els 2.900 g de pes.
- Semblant al verat però més petit i d'ulls més grossos.
- Cos allargat i de secció rodona.
- Dors de color blau negrós amb franges i taques verdes i negres als flancs. Tant els costats com el ventre són platejats amb reflexos iridescents. Al costat de la línia lateral hi ha una filera de punts foscs.
- Té una carena longitudinal al peduncle caudal.
- El cap és cònic i petit amb la boca i els ulls grans que tenen una pupil·la adiposa ben desenvolupada.
- Les dents són còniques i petites.
- Les aletes dorsals es troben bastant separades.[2]

## Reproducció
La maduresa sexual arriba al segon any. La reproducció té lloc a l'estiu en el Mediterrani, quan la temperatura és superior als 20 °C. Els ous són pelàgics.

## Alimentació
Menja altres peixos pelàgics i calamars.

## Hàbitat
És epipelàgic oceànic (es troba a una fondària màxima de devers 300 m) que s'apropa a la plataforma costanera durant l'estiu.

## Distribució geogràfica
És una espècie circumtropical d'aigües temperades i càlides. Apareix a tot el Mediterrani.

## Costums
És gregari i migrador estacional.

## Interès pesquer
Es captura principalment amb arts d'encerclament i també amb arts d'arrossegament i palangres.